# Hilara setipes
Hilara setipes är en tvåvingeart som beskrevs av Straka 1976. Hilara setipes ingår i släktet Hilara och familjen dansflugor. Inga underarter finns listade i Catalogue of Life.